# Jason Moore (piloto)
Jason Moore (Bedford, 10 de outubro de 1988) é um piloto de carros britânico.

## Carreira[1]
Jason Moore ingressou na carreira de monolugares há pouco tempo, mas tem tido sucesso na sua carreira. Fez a sua estreia na Fórmula Palmer Audi em 2007, acabando o campeonato em quinto. A sua estreia neste campeonato foi impressionante, tendo obtido o 3º lugar na sua primeira corrida, a primeira corrida na ronda de Silverstone deste campeonato em 2007, depois de uma grande disputa com outros dois pilotos. Na mesma ronda, mas na segunda corrida, repetiu o 3º lugar numa corrida disputada sob tempestade. Durante a temporada de 2007, Jason Moore obteve mais 3 pódios, acabando a apenas 2 pontos do 4º lugar final no campeonato.
Em 2008, Jason Moore continuou na Fórmula Palmer Audi, disputando o campeonato, após vencer duas das três corridas de abertura em Donington Park. Jason Moore venceu novamente em Brands Hatch (circuito Brands Hatch Grand Prix), duas vezes em Spa-Francorchamps  e mais uma vez uma vez em Brands Hatch (circuito Brands Hatch Indy). Assim, Jason Moore obteve o título no final, tendo acabado a temporada com 6 vitórias e 8 pódios.

### Registo nos monolugares
| Época | Campeonato                              | Vitórias | Pole positions | Lugar Final |
| ----- | --------------------------------------- | -------- | -------------- | ----------- |
| 2007  | Fórmula Palmer Audi                     | ND       | ND             | 5º          |
| 2007  | Troféu de Outono de Fórmula Palmer Audi | ND       | ND             | 5º          |
| 2008  | Fórmula Palmer Audi                     | 6        | 5              | 1º          |
| 2009  | Fórmula 2 FIA                           | ND       | ND             | ND          |